# The Mountain Goats
The Mountain Goats és un grup musical d'indie folk de Claremont, Califòrnia pel cantant i compositor John Darnielle. Actualment, el grup s'estableix a Durham, Carolina del Nord. Des del 2002, el grup ha adoptat un so més net i professional, gravant àlbums d'estudi.

## Història
El nom de la banda és una referència a la cançó "Yellow Coat" de Screamin' Jay Hawkins. Darnielle va publicar el seu primer àlbum, Taboo VI: The Homecoming, amb Shrimper Rècords. En molts dels seus primers enregistraments i actuacions Darnielle s'acompanyava de membres del grup femení de reggae The Casual Girls, també conegudes com a The Bright Mountain Choir. Una dels membres d'aquest grup, Rachel Ware, va continuar acompanyant Darnielle al baix, tant en viu com en gravacions, fins al 1995.
Els primers cinc anys de la carrera de The Mountain Goats van consistir en una prolífica publicació de cançons en casset, vinil i CD. Aquestes publicacions es van fer amb múltiples discogràfiques i en diversos països, sovint en edicions limitades. La base del projecte de The Mountain Goats era la urgència d'escriure. Segons Darnielle, les cançons no enregistrades adequadament en una cinta dies després de ser escrites sovint quedaven oblidades.
El 1995, la forma de fer clàssica dels The Mountain Goats (enregistraments en radiocassets, sèries de cançons, cites en llatí i temes mitològics) va ser abandonada en favor d'una aproximació temàtica experimental enfocada al so. Aquest període ve marcat per col·laboracions amb altres artistes incloent-hi Alastair Galbraith i Simon Joyner. 
El 2002 es van editar dos àlbums de The Mountain Goats: All Hail West Texas i Tallahassee. Aquests àlbums marquen un nou canvi en el focus del projecte, sent els primers d'una sèrie que explorarà aspectes del cànon de The Mountain Goats a fons. A All Hail West Texas, Darnielle recupera l'enregistrament inicial amb radiocasset per a l'àlbum complet. Darnielle considera que aquest àlbum és la culminació del seu estil lo-fi. Tallahassee, en canvi, es va enregistrar amb banda i en un estudi. En aquest treball, Darnielle explora la relació d'una parella, la vida de la qual era el tema d'un cicle de cançons conegut com a Alpha Series. El 2002 també es va publicar Martial Arts Weekends, atribuït a la banda paral·lela de Darnielle, The Extra Glenns. Era una col·laboració amb Franklin Bruno que recollia antigues cançons de The Mountain Goats que no s'havien publicat mai. Després d'aquesta gravació, Bruno es va unir a Darnielle juntament amb el baixista Peter Hughes, qui és el segon membre oficial de la banda i acompanya Darnielle en gira. Aquests tres músics formen el que es pot considerar la banda d'estudi de The Mountain Goats.

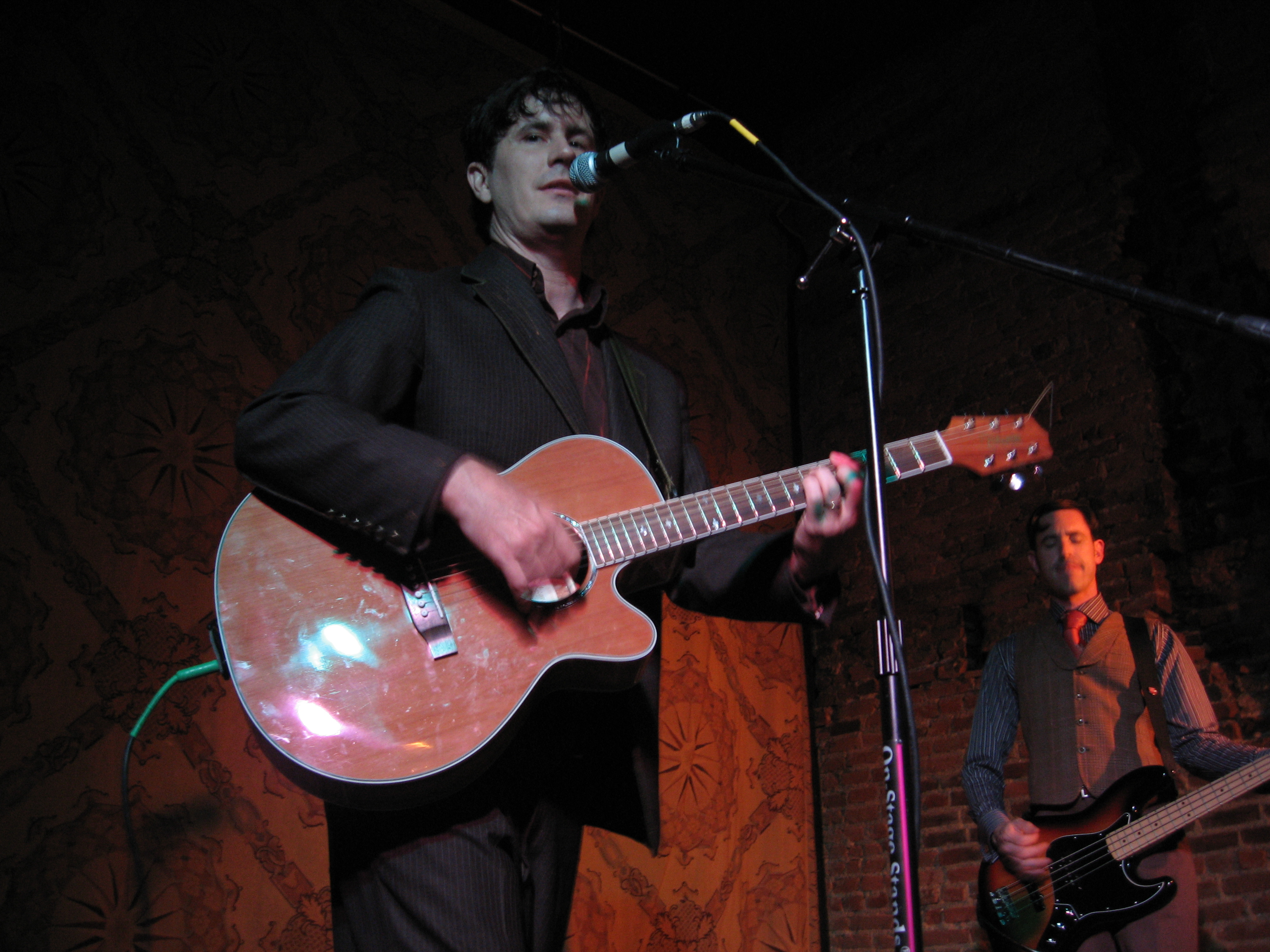
The Mountain Goats actuant al Northstar Bar el 22 de setembre de 2007

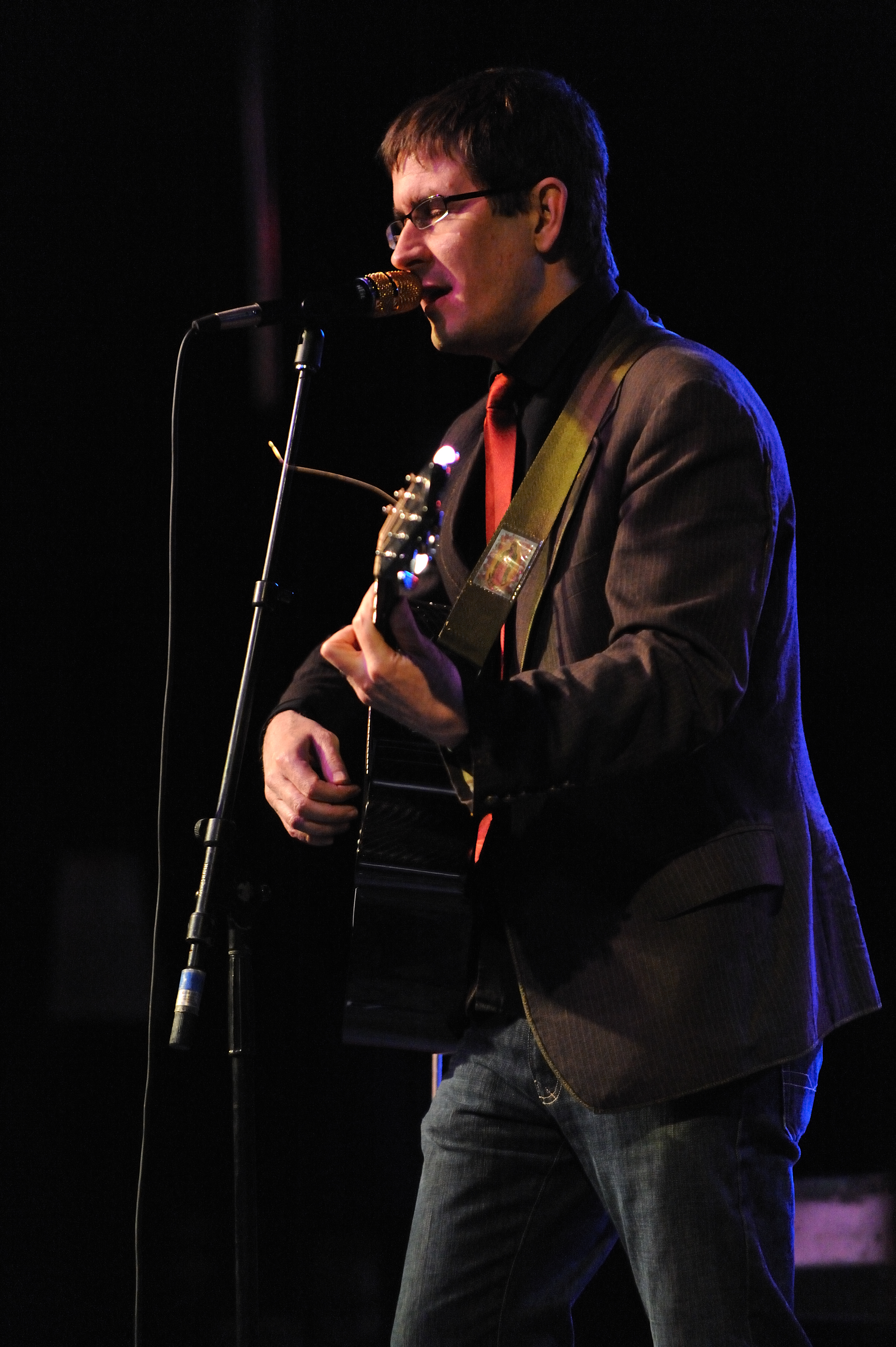
John Darnielle tocant en un espectacle en solitari al Harvest of Hope Festival de St. Augustine, FL el 2010

El 2004, els Mountain Goats van publicar We Shall All Be Healed. Aquest àlbum va introduir una sèrie de canvis a l'estil i so del grup. Era la primera vegada que Darnielle treballava amb el productor John Vanderslice i, també, el primer àlbum amb contingut directament autobiogràfic. We Shall Al Be Healed és la crònica de la vida de Darnielle i el seu grup d'amics, addictes a la metamfetamina.
Heretic Pride, el següent àlbum del grup, es va publicar el 19 de febrer de 2008. Produït per John Vanderslice i Scott Solter, a Darnielle, Hughes i Wurster se'ls van unir Franklin Bruno, Erik Friedlander i Annie Clark (coneguda pel seu nom artístic, St. Vincent). Aesop Rock va produir un remix de la pista "Lovecraft in Brooklyn" de l'àlbum, i, a canvi, Darnielle va contribuir amb vocals al seu àlbum None Shall Pass.
Darnielle i Vanderslice van col·laborar en el treball Moon Colony Bloodbath. Publicat en un vinil, en edició limitada de 1000 còpies, i venut durant la seva gira "Gone Primitive", l'EP era un treball conceptual sobre colònies d'extracció d'òrgans a la lluna. El mateix any, The Mountain Goats va publicar el seu següent àlbum, The Life of the World to Come. Durant l'estrena de l'àlbum, es va produir la primera aparició televisiva del grup, tocant "Psalms 40:2" al The Colbert Report, un xou nocturn presentat  per Stephen Colbert.
El 2010, The Mountain Goats van signar un acord amb Merge Records. El segell va publicar un nou treball de The Extra Glenns, Undercard i un altre LP de The Mountain Goats, All Eternals Deck, tots dos el 2011. El grup fou escollit per Jeff Mangum de Neutral Milk Hotel per actuar al festival All Tomorrow's Parties, festival on són els músics qui comissionen els concerts. Finalment, però, no van poder-hi actuar per culpa d'una reprogramació.

El catorzè àlbum d'estudi de la banda, Transcendental Youth, va ser publicat a finals del 2012. El juliol del 2013, All Hail West Texas es va reeditar en vinil. 

## Membres
- John Darnielle – Vocals, guitarra, teclat
- Peter Hughes – Baix, suports vocals
- Jon Wurster – Bateria

## Discografia
LP
| Nom                           | Data | Etiqueta          | Format       |
| ----------------------------- | ---- | ----------------- | ------------ |
| Zopilote Machine              | 1994 | Ajax              | LP/Casset/CD |
| Sweden                        | 1995 | Shrimper          | LP/CD        |
| Nothing for Juice             | 1996 | Ajax              | LP/CD        |
| Full Force Galesburg          | 1997 | Emperor Jones     | LP/CD        |
| The Coroner's Gambit          | 2000 | Absolutely Kosher | LP/CD        |
| All Hail West Texas           | 2002 | Emperor Jones     | LP/CD        |
| Tallahassee                   | 2002 | 4AD               | LP/CD        |
| We Shall All Be Healed        | 2004 | 4AD               | LP/CD        |
| The Sunset Tree               | 2005 | 4AD               | LP/CD        |
| Get Lonely                    | 2006 | 4AD               | LP/CD        |
| Heretic Pride                 | 2008 | 4AD               | LP/CD        |
| The Life of the World to Come | 2009 | 4AD               | LP/CD        |
| All Eternals Deck             | 2011 | Merge             | LP/CD        |
| Transcendental Youth          | 2012 | Merge             | LP/CD        |
| Beat the Champ                | 2015 | Merge             | LP/CD        |